# Rehe (provincie)
| 熱河省 Provincie Rehe |         |
|                       |         |
| Hoofdstad             | Chengde |

Rehe, ook bekend als Jehol, is een voormalige provincie van China. De provincie bestond van 1928 tot 1956, toen ze verdeeld werd tussen de provincies Hebei en Liaoning en de autonome regio Binnen-Mongolië. De historische regio Rehe wordt vaak gezien als deel van Mantsjoerije.
Rehe werd gevestigd in 1914 als speciale bestuurlijke regio van de Republiek China. Het kreeg de status van provincie in 1928. De provincie had een omvang van zo'n 114.000 km2. De hoofdstad was Chengde (Jehol), bekend als de "keizerstad" omdat het als zomerresidentie van de keizers uit de vroege Qing-dynastie diende.
Rehe, gelegen ten noorden van de Chinese Muur, was een grensgebied tussen China, Mongolië en Mantsjoerije. Van de 10e tot de 12e eeuw was het de zetel van het Kitan-rijk van de Liao-dynastie.
Na Mantsjoerije veroverd te hebben vielen de Japanners in 1933 China zelf binnen, beginnend met Rehe. De Slag om Rehe (21 februari - 1 maart) eindigde met een Chinese terugtrekking, waarna de provincie geannexeerd werd door Mantsjoekwo, de Japanse vazalstaat in Mantsjoerije. De verovering van Rehe was een belangrijke stap in de gebeurtenissen die leidden tot de Tweede Wereldoorlog tussen Japan en de geallieerden.
Na het einde van de oorlog herstelde China zijn gezag in Rehe. Van 1945 tot 1955 behield Rehe zijn status als provincie, maar het werd bestuurd als deel van de provincie Mantsjoerije.